# Barbora Votíková
Barbora Votíková, surnommée Bára, née le 13 septembre 1996 à Plzeň en Tchéquie, est une footballeuse internationale tchèque évoluant au poste de gardienne de but à Tottenham. Elle est également youtubeuse et influenceuse.

## Biographie

### Carrière en club
Barbora Votíková commence le football au TJ Sokol Plasy avant de rejoindre le Viktoria Plzeň. Elle commence sa carrière senior avec ce club en 2013, et rejoint le Slavia Prague la saison suivante à 18 ans. Avec le club tchèque, elle remporte cinq fois le championnat, deux fois la coupe, et participe à la Ligue des champions, atteignant les quarts de finale.
À l'été 2021, elle est recrutée par le Paris Saint-Germain après la blessure de Constance Picaud. Elle y est en concurrence avec la Canadienne Stéphanie Labbé et l'Allemande Charlotte Voll, recrutées au même moment. Elle dispute son premier match avec les Parisiennes le 6 octobre 2021 face au Breiðablik Kópavogur en Ligue des champions.

### Carrière internationale
Avec sa sélection, Votíková n'a jamais participé à une compétition internationale, échouant notamment face à la Suisse aux tirs au but en barrages de l'Euro 2021.

## Vie extra-sportive

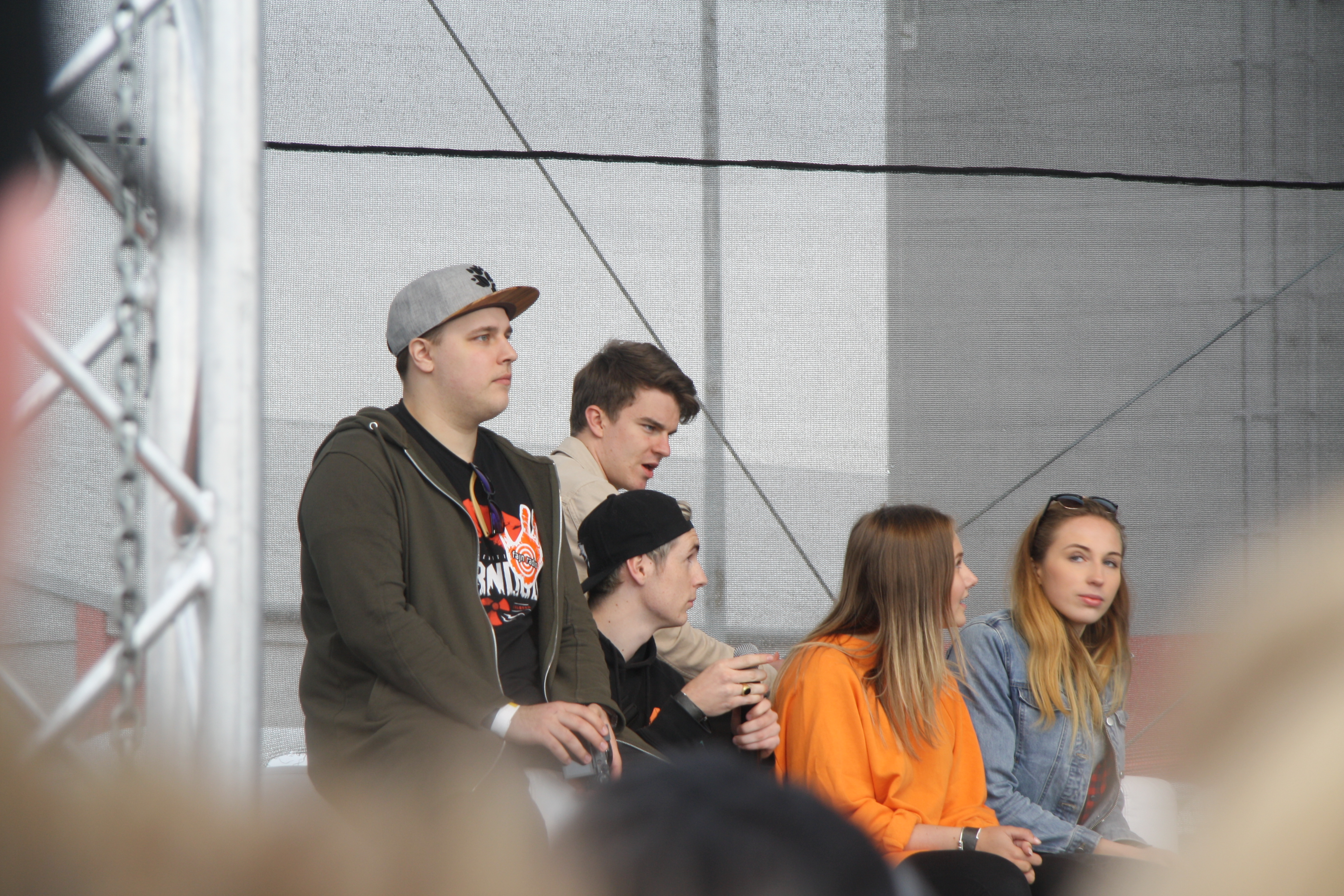
Bára Votíková parmi d'autres youtubeurs au Utubering 2017 à Prague.

Barbora Votíková est très active sur YouTube et Instagram, et compte un demi-million d'abonnés sur chacune de ces plateformes. Elle a également joué dans plusieurs films tchèques.

## Palmarès

### En club
SK Slavia Prague
- Championnat de Tchéquie (5) :
  - 2014, 2015, 2016, 2017, 2020
- Coupe de Tchéquie (2) :
  - 2014, 2016